# Nonambesa cartera
Nonambesa cartera är en fjärilsart som beskrevs av Reginald James West 1931.
Nonambesa cartera ingår i släktet Nonambesa och familjen mott. Inga underarter finns listade i Catalogue of Life.